# Bubblegum
『bubblegum』（バブルガム）は、2011年12月5日から元気株式会社により現在実施中のARG（代替現実ゲーム）のタイトル。または、それに登場する仮想の組織名。

## 概要
バブルガムは全世界規模で活動する巨大組織。
その存在は公には知られておらず、秘密裏に世界征服を企てているという。
このゲームの参加者はバブルガムの謎めいた全容を掴み、様々な謎を解明していく。

## 特徴
ARG（代替現実ゲーム）は、劇場作品や商品等のプロモーションとして利用されることが多いが、『bubblegum』はARGをオリジナル作品として実施されている。この流れは元気株式会社による初のARG『ぼくらの選択』と同じである。また、プロモーションとして利用されることが多いために通常のARGは開催期間を事前に提示してその期間中だけ実施されることが多いが、『bubblegum』は開催期間も提示されていない。（ぼくらの選択でも開催期間は提示されていなかったが、ひとつの物語が完結すると同時に終了している。『bubblegum』ではいくつかの連続した物語によって構成され、より長期的に実施される）

### 物語構成
1～3ヶ月の物語が連続ドラマのように連続して、ひとつの大きなメインストーリーを構成している。『bubblegum』ではこの手法を『連続ドラマスタイルのARG』と呼んでいる。いわば、1～3ヶ月の個々のARGが集まり、より長期のARGを構成しているとも言える。

### 共同制作
もともと『bubblegum』は2011年2月28日より参会という個人サークルによって実施されてきた。（当時は名称も『BUBBLEGUM』と全て大文字で表記されていた）
ぼくらの選択（第1弾）やコンカツ殺人事件（第2弾）といったARG、ミステリー演劇イベントを実施していた元気株式会社のARG第3弾として、2011年12月5日より『bubblegum』と名称を改めて共同制作する形となった。共同制作の開始に合わせて元気株式会社が運営する元気ARGへの会員登録ができるようになっている。